# Чубаров, Сергей Фёдорович
Сергей Фёдорович Чубаров (1845, Пензенская губерния, Российская империя — 10 октября 1879, Одесса, Российская империя) — русский революционер-народник.

## Биография
Родился в 1845 году. Отец — землевладелец Пензенской губернии. Сергей учился в Воронежском кадетском корпусе, но не закончил его. Являлся вначале вольнослушателем Московского университета, а затем — Петербургского Земледельческого и Лесного института.
В начале 1869 году принял участие в студенческих беспорядках. В марте 1869 года с группой товарищей уехал в Америку для организации трудовой коммуны. Вскоре вернулся из Америки и с весны 1872 года жил в Ставрополе (Самарская губерния). На курсах для учителей, организованных М. А. Тургеневой, читал лекции по анатомии и физиологии. Осенью 1872 года переехал в Киев.
С 1875 года входил в киевский кружок «южных бунтарей» бакунистского направления, организованный Дебогорием-Мокриевичем. В Елизаветграде (Херсонская губерния), сняв дом, организовал «поселение» для членов кружка, где жил вместе с В. Малинкою и П. Рахальским. Совместно с Л. Дейчем, Я. Стефановичем и И. Бохановским участвовал в организации Чигиринского дела. Из-за разногласий в 1877 году вышел из кружка и уехал в Одессу.
Зимой 1877 года вместе с В. Осинским участвовал в Петербурге в землевольческом съезде. Совместно с В. Осинским планировал осуществить покушение на Трепова. В это время жил в Петербурге на квартире М. Коленкиной. Участвовал в январе 1878 года в демонстрации на похоронах рабочих, погибших при взрыве на Патронном заводе.
В 1878 г. вернулся в Одессу. Тесно общался с членами одесского кружка «якобинцев русских». Организатор демонстрации против смертного приговора И. М. Ковальскому. Возглавил одесский кружок «бунтарей» (кличка «Капитан»).
В июне 1878 года участвовал в организации попытки освободить П. Войнаральского. По указанию А. Баламеза был 5 августа 1878 года арестован. При аресте оказал вооруженное сопротивление. Во время обыска у него были обнаружены материалы для изготовления динамита. Но, кто он на самом деле, удалось выяснить только в сентябре 1878 года, благодаря Веледницкому.
В заключении находился в Одесском тюремном замке. Был осуждён 6 августа 1879 года  в числе 28 лиц (Д. А. Лизогуб, Г. Попко, С. Виттенберг и др.). Одесским военно-окружным судом. Суд признал его виновным в принадлежности к социально-революционной партии и приговорил к лишению всех прав состояния и к смертной казни через повешение. Приговор приведён в исполнение 10 августа 1879 г.

## Ссылка
- Чубаров Сергей Федорович // Деятели революционного движения в России : в 5 т. / под ред. Ф. Я. Кона и др. — М. : Всесоюзное общество политических каторжан и ссыльнопоселенцев, 1927—1934.
- Чубаров, Сергей Фёдорович — статья из Большой советской энциклопедии.